# Ruggero Cara
Ruggero Cara (Milano, 1948 – Milano, 13 luglio 2018) è stato un attore italiano.

## Biografia
Dopo aver studiato presso la Scuola d'arte drammatica Paolo Grassi del Piccolo Teatro di Milano, nel 1971 fonda assieme ad altri il Teatro del Sole, dove è attivo per 5 anni. Successivamente, opera con la Cooperativa Maiakovskij (Mistero buffo). In teatro lavora tra gli altri con Walter Chiari ed Angela Finocchiaro.
Nel 1988 debutta in televisione nella miniserie televisiva Colletti bianchi, mentre l'esordio nel cinema è del 1995 con Favola contaminata di Claudio Pappalardo. Negli anni 2000 si accosta alla regia teatrale dirigendo Shel Shapiro nello spettacolo Sarà una bella società e Marco Travaglio.
Nel 2010 lavora con Moni Ovadia ne Il mercante di Venezia, interpretando Shylock.
Nel 2011 collabora con il giudice Gherardo Colombo nello spettacolo Processo a Cavour, scritto da Corrado Augias e Giorgio Ruffolo, in cui interpreta il protagonista, Camillo Benso conte di Cavour. Seguono altri film tra cui Il nostro matrimonio è in crisi e nel 2009 recita nel film TV Non smettere di sognare, nella parte di Luigi, patrigno di Alessandra Mastronardi. Nel 2012 recita in To Rome with Love.
Nel 2013 ha vinto il Premio Agis 2013 per il ruolo di Winston Churchill nello spettacolo teatrale Il discorso del Re; sempre nello stesso anno ha diretto Angela Finocchiaro nella commedia Open Day, scritta da Walter Fontana.
Nel 2015 firma la regia dello spettacolo di Giuseppe Cederna "L'Ultima estate dell'Europa".
In Francia, lavora sotto la direzione di Jérôme Savary, in La Nuit des rois di William Shakespeare, Silviu Pucarete, nel De Sade, a sad story di J. McCaw, Dominique Pitoiset, nel La Tempête di William Shakespeare.

## Filmografia
- Colletti bianchi - miniserie TV (1988)
- Il calcio è... - serie TV (1990)
- Favola contaminata, regia di Claudio Pappalardo (1995)
- Il nostro matrimonio è in crisi, regia di Antonio Albanese (2002)
- L'aria del lago, regia di Alberto Rondalli (2007)
- Ordalia (dentro di me), cortometraggio, regia di Marco Bonfanti (2009)
- Non smettere di sognare - film TV (2009)
- La Certosa di Parma - film TV (2012)
- To Rome with Love, regia di Woody Allen (2012)
- Solo per il weekend, regia di Gianfranco Gaioni (2015)
- 1993 - serie TV, episodio 2x02, 2x06 (2017)